# De smaak van Sranan Libre
De smaak van Sranan Libre is een hoorspel uit 1982 over de Decembermoorden, geschreven door de Surinaamse auteur Edgar Cairo (1948–2000). In 2007 werd het verhaal uitgegeven als roman.

## Ontstaan
In de dagen volgend op 8 december 1982 schreef Cairo alle emoties van zich af. Binnen een week ontstond zo het verhaal van De smaak van Sranan Libre, als Cairo’s spontane reactie op de tragedie van het bloedbad in zijn thuisland Suriname. Van het verhaal regisseerde Lydia Emanuels een hoorspel in vier delen voor Radio Nederland Wereldomroep. Cairo heeft alle vier de delen ingesproken op zijn typisch Cairoiaanse manier. Het is in vier etappes uitgezonden bij de Wereldomroep achtereenvolgens op 31 december 1982 en op 1, 2 en 3 januari 1983. Na die eenmalige uitzending verdween het stuk in de archieven.
Op 8 december 2007, precies 25 jaar na de Decembermoorden, verscheen bij uitgeverij In de Knipscheer postuum De smaak van Sranan Libre; roman over het bloedbad van Paramaribo op 8 december 1982. Aanleiding voor de uitgave was de aanvang van het 8-Decemberproces in Suriname, waarin Desi Bouterse de hoofdverdachte was.

## Het verhaal
De smaak van Sranan Libre gaat over een Surinaams gezin in Nederland, dat te horen krijgt dat hun zoon en broer Jozef bij de Decembermoorden is omgekomen. Het gebeurde dringt zich via verschillende kanalen aan de gezinsleden op. Zij ontvangen telefoontjes van familieleden uit Suriname en zij volgen het nieuws op de Nederlandse radio. De gruwelen overzee bereiken hen echter ook via dromen en winti’s. Cairo beschrijft de gevoelens van angst, verdriet en afschuw maar ook beschrijft hij de minachting voor de daders en roept hij op tot verzet.

## Een citaat
Langzaam begint het tot ons door te dringen. Ze hebben dat restje demokratie dat er was nu finaal stukgeschoten. Er zijn branden geweest, vertelt de radio. En slachtoffers. En executies. Vluchtelingen die via Frans-Guyana hun berichten doorbellen hebben 't laten weten. Meer is er voorlopig niet bekend.
Maar ik weet precies wat er zich afgespeeld heeft. De Kromanti, die eigenlijk geen engelbewaarder is maar een zogenaamde winti, zeg maar, een geest, die laat mij in het helderste moment van meebeleven weten: Boem! Boem! De demokratie is stukgeschoten!